# Morales del Vino
Morales del Vino is een gemeente in de Spaanse provincie Zamora in de regio Castilië en León met een oppervlakte van 23,68 km². Morales del Vino telt 2.966 inwoners (1 januari 2016).